# Mama Cocha
Mama Cocha (o Mamacocha) –en quítxua Mama Qucha, literalment 'Mare de les Aigües'– era la deessa inca de totes les aigües. És considerada la deïtat més antiga, adorada pels qui pesquen, i es creu que és proveïdora de bona salut.
La deessa inca representava el mar i les seves marees, estava relacionada amb els llacs –especialment se la relacionava amb el llac Titicaca al Perú, el qual és anomenat per moltes persones «Mama Cocha»–, els rius i les fonts d'aigua, i es considerava que tots els seus fills eren déus. Comunament se li retia culte per calmar les aigües braves i per obtenir una bona pesca.
Mama Cocha era reverenciada especialment al llarg de tota la costa dels territoris actuals del Perú, l'Equador, el sud de Colòmbia i el nord de Xile, terres on la pesca era –i és– essencial per a la vida. Aquesta deessa inca també era venerada en els poblats propers a llacs i llacunes. Una de les labors principals de Mama Cocha consistia a protegir les poblacions inques contra els sismes submarins i altres desastres marítims.
Esposa del déu suprem Viracocha, Mama Cocha també era la deïtat que representava tot el que era femení i, de la mateixa manera, donava equilibri al món conegut. Sovint se la identificava amb la mateixa aigua de pluja que cau per fertilitzar la terra. Fruit de la seva relació amb el déu suprem Viracocha, Mama Cocha fou la mare de Mama Quilla, deessa de la Lluna, i del seu germà i marit Inti, déu del Sol.
Era una de les Quatre Mares elementals; les altres tres eren Pacha Mama, Mama Nina i Mama Waira.
A més, Mama Cocha, juntament amb Mama Quilla (la Lluna) i Pacha Mama, constituïen la trinitat lunar entre els inques i representaven les tres fases lunars.
Un altre punt important és que Mama Cocha habitava el «món de dalt», és a dir, el Hanan Pacha. En l'Imperi Inca es concebia que l'univers estava compost per tres aspectes o plans complementaris entre si: l'Uku Pacha (el «món de baix»), el Kay Pacha (el «món del present») i el Hanan Pacha (el «món de dalt»). Mama Cocha habitava l'últim juntament amb les persones justes i amb altres déus inques com Viracocha, Inti, Mama Quilla i Pachacamac, entre d'altres.
Conta una antiga llegenda inca que Mama Cocha era filla del Sol i de la Lluna. També era germana d'Inca, «el Fill del Sol», i físicament era descrita com una jove pàl·lida i bella, enviada des del cel juntament amb el seu germà per ensenyar les persones a viure i a treballar en pau i en amor. Les persones, un cop la van conèixer, la van identificar com la seva mare protectora i sota la seva guia i la d'Inca van fer cases i camins, temples i fortaleses. I també van llaurar la terra, que al cap de poc temps va donar els seus fruits.